# Henri Padé
Henri Eugène Padé (Abbeville, 17 de dezembro de 1863 — Aix-en-Provence, 9 de julho de 1953) foi um matemático francês.
É conhecido na atualidade principalmente pelo desenvolvimento de técnicas de aproximação para funções usando funções racionais.
Estudou na Escola Normal Superior de Paris, fazendo estágio de um ano em Leipzig e Göttingen.
Retornando à França em 1890, lecionou em Lille, elaborando sua tese sob orientação de Charles Hermite, na qual desenvolveu a aproximação de Padé. Foi depois assistente na Université Lille Nord de France, onde sucedeu Émile Borel como professor de mecânica racional na École Centrale de Lille até 1902. Seguiu então para a Universidade de Poitiers. 